# Бужарово
Бужаро́во — деревня в городском округе Истра Московской области России. Население — 1033 чел. (2010).
В деревне 7 улиц, зарегистрировано 2 садоводческих некоммерческих товарищества (СНТ), имеются отделения почты, средняя школа, амбулатория, действующая Преображенская церковь 1856—1859 годов постройки. С Истрой Бужарово связано автобусным сообщением (автобус № 32, 33).
Первое упоминание села относится к 1504 году.

## Население
| 1852  | 1859  | 1886 | 1890 | 1899 | 1926 | 2002  |
| ----- | ----- | ---- | ---- | ---- | ---- | ----- |
| 550   | ↗556  | ↗571 | ↗609 | ↘532 | ↘504 | ↗1150 |
| 2006  | 2010  |      |      |      |      |       |
| ↘1133 | ↘1033 |      |      |      |      |       |

## География
Деревня Бужарово находится на западе Московской области, в северной части городского округа Истра, примерно в 8 км на северо-запад от окружного центра — города Истры, на правом берегу реки Истры, высота — 163 метра над уровнем моря. Ближайшие населённые пункты — Большое Ушаково, посёлок гидроузла им. Куйбышева, Сафонтьево и Михайловка.

## Название
В разъезжей грамоте 1504 года великого князя Ивана Васильевича упоминается как село Бужаровское, в писцовой книге 1627 года и позже — село Бужарово. Название связано с именем владельца, которым был Бужар Иван Васильевич Товарков-Пушкин во второй половине XV века.

## История
В середине XIX века в селе Бужарово государственных имуществ 2-го стана Звенигородского уезда Московской губернии было 66 дворов, церковь, крестьян 267 душ мужского пола и 283 души женского, располагалось волостное правление.
В «Списке населённых мест» 1862 года — казённая деревня 2-го стана Звенигородского уезда по левую сторону тракта из Воскресенска в Клин, в 26 верстах от уездного города и 6 верстах от становой квартиры, при реке Истре, с 80 дворами, православной церковью, волостным правлением и 556 жителями (253 мужчины, 303 женщины).
В 1886 году село Бужарово входило в состав Лучинской волости Звенигородского уезда, в нём насчитывалось 95 дворов, проживал 571 человек; действовали православная церковь, часовня, лавка и мастерская козырьков.
В 1899 году в Бужарове 532 жителя, работало училище Воспитательного дома.
По данным на 1911 год число дворов составляло 104, имелись две чайные лавки, действовали земское училище и училище Воспитательного дома.
По материалам Всесоюзной переписи населения 1926 года — село, административный центр Бужаровского сельсовета Лучинской волости Воскресенского уезда Московской губернии, в 7,5 км от Волоколамского шоссе и 8,6 км от станции Новоиерусалимская Московско-Виндаво-Рыбинской железной дороги; проживало 504 человека (217 мужчин, 287 женщин), насчитывалось 104 хозяйства, из которых 100 крестьянских, имелась школа 1-й ступени.
С 1929 года является населённым пунктом Московской области в составе Бужаровского сельсовета Воскресенского района (1929—1930), Бужаровского сельсовета Истринского района (1930—1957, 1960—1963, 1965—1994), Бужаровского сельсовета Красногорского района (1957—1960), Бужаровского сельсовета Солнечногорского укрупнённого сельского района (1963—1965), Бужаровского сельского округа Истринского района (1994—2006), сельского поселения Бужаровское Истринского района (2006—2017), городского округа Истра (с 2017).

## Достопримечательности
В 1 км западнее деревни, на берегу ручья Юхаличка, находится памятник археологии федерального значения — городище «Бужаровское», конец I тысячелетия до нашей эры — VII век нашей эры.